# Traminda rufistrigata
Traminda rufistrigata là một loài bướm đêm trong họ Geometridae.